# IMac

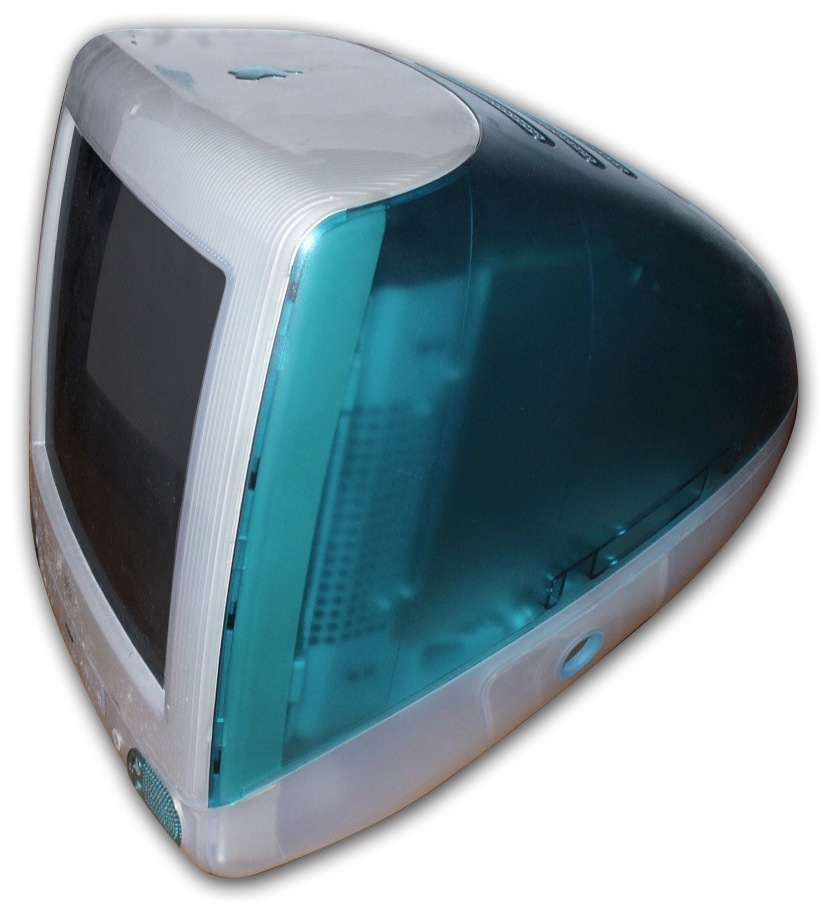
Původní iMac v barvě Bondi blue

iMac je osobní počítač typu „vše v jednom“ od společnosti Apple. Ihned od uvedení na trh v roce 1998 se stal vlajkovou lodí řady Macintosh. iMac spolu s osobním přehrávačem iPod, významně přispěl k oživení zájmu o produkty Apple v druhé polovině devadesátých let a tím firmu vytáhl z hluboké krize. K popularitě iMacu přispělo i využití USB portů, estetická stránka i chytrý marketing ze strany Apple.

## Historie

Časová osa iMaců od roku 1998 do 2021.

Steve Jobs zjednodušil a zpřehlednil produktové řady počítačů Apple okamžitě po svém návratu do Apple v roce 1997. Zrušil výrobu počítačů řady Performa a hledal náhradu ve stejné cenové hladině. iMac byl ohlášen v květnu 1998 a do obchodů se dostal 15. srpna 1998. Představení iMacu bylo pozoruhodnou událostí s významným dopadem jak na samotný Apple, tak i na celý počítačový průmysl.
Toho času byla společnost Apple jediná, která vyráběla počítače typu „vše v jednom“ – tedy počítač který měl veškeré komponenty společně s monitorem v jednom krytu. Po estetické stránce se iMac výrazně lišil od ostatních počítačů, které doposud přišly na trh. Byl vyroben z průsvitného plastu modré barvy vytvarovaného jako vejce kolem 15-palcového CRT monitoru. Na vrchu byla rukověť pro jednodušší přenášení a porty byly vyvedeny pod krytkou na pravé straně. Na přední straně byly konektory pro sluchátka, zabudované reproduktory a CD mechanika. iMac neobsahoval do té doby u Macintoshů běžné porty (jako např. SCSI), místo toho se spoléhal na tehdy nové a málo rozšířené a podporované USB. Stejně tak iMac neměl disketovou mechaniku, což byl často diskutovaný krok – v prvních letech po uvedení bylo možno si ji zakoupit jako externí USB mechaniku. Změn doznala i klávesnice, která byla zpracována ve stejných barvách jako počítač, fyzicky menší, s bílými znaky na černých klávesách. Původně dodávaná myš, tvarem připomínající puk, byla často kritizována, proto byla v novějších modelech nahrazena konzervativnější optickou myší. Dnes se iMac dodává s novou multidotykovou myší zvanou Magic Mouse.

### Technické vlastnosti

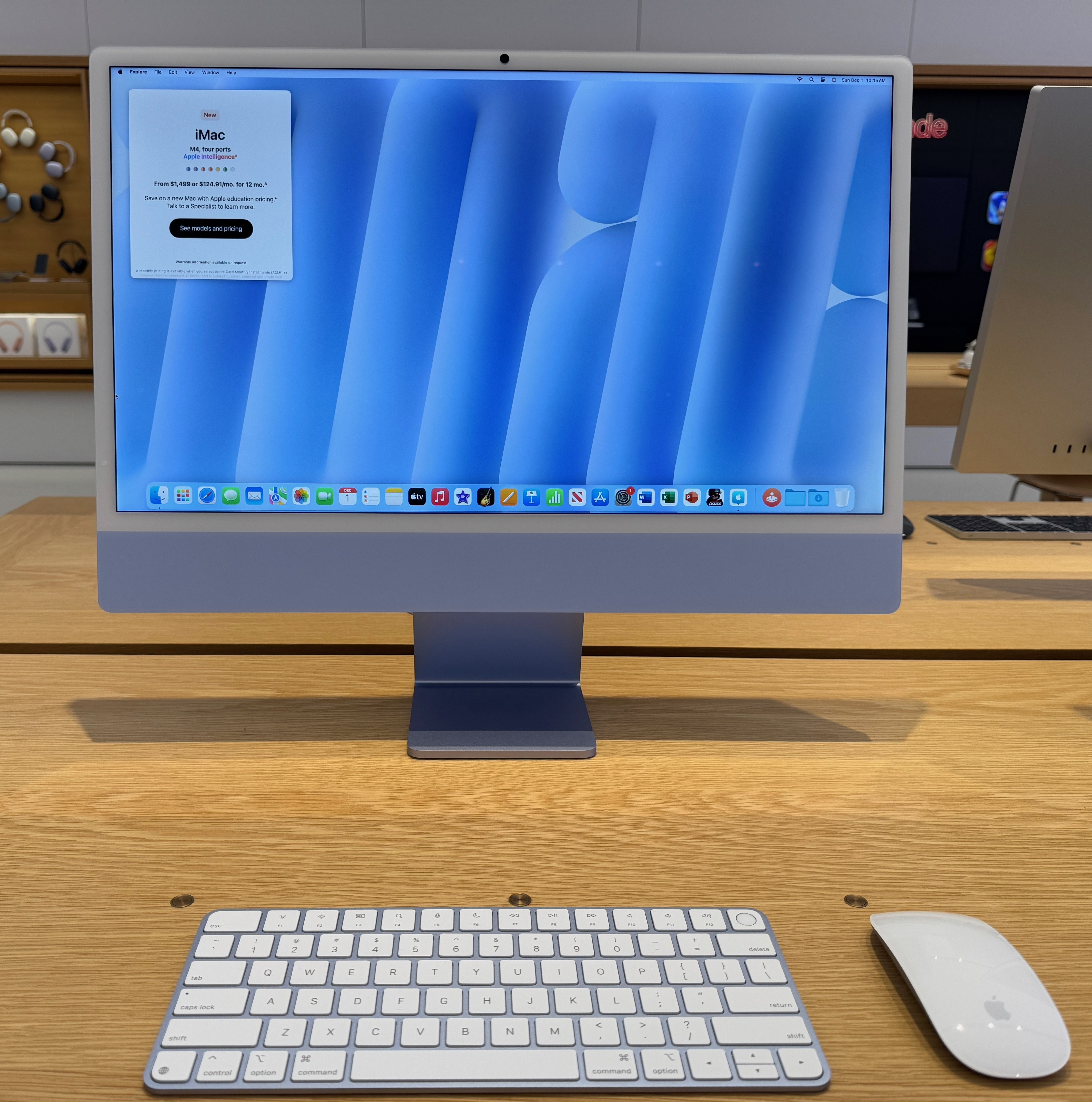
Aktualní imac M4

Původní iMac vycházel z nikdy nerealizovaného projektu MacNC (terminálový Macintosh bez pevného disku) a částečně též z platformy referenčního hardwarového designu pro PowerPC (CHRP). První model měl procesor PowerPC G3 233 MHz, 512 KB L2 cache, 32 MB RAM
a 4 GB pevný disk. Dodával se s operačním systémem Mac OS 8.1, brzy aktualizovaným na 8.5. Infračervený port a CD mechanika na čelní straně počítače byly převzaty z tehdejších notebooků Apple.
Možnost interního rozšíření iMacu je nízká, většinou je možné pouze rozšířit operační paměť, vyměnit pevný disk, případně doinstalovat rozšiřující karty pro Apple AirPort nebo Bluetooth. Je to charakteristická vlastnost iMacu, kontrastující s modulárním (stavebnicovým) principem PC. U PC je možné vyměnit jednotlivé komponenty, zvyšovat jejich výkon, a zároveň při nesprávné volbě hrozí riziko nestability systému. iMac je proto vhodnou volbou pro řadové uživatele, kteří nepotřebují vysoce vyladěný počítač, ale preferují stabilitu. Alternativou je testovaná značková PC sestava, u které bývá podobná záruka.

## Dopad na počítačový průmysl

### Kulturní dopad
Uvedení prvního iMacu bylo intenzivně komentováno novinami, uživateli Macintoshů, i odpůrci. Stejně tak jako v tisku i na webu, se názory na radikální hardwarové změny lišily. Společnost Apple dokonce neskromně prohlásila, že „zadní část našich počítačů vypadá lépe, než přední část ostatních“, narážejíc přitom na šedivý vzhled Windows PC. Esteticky výrazné iMacy byly snadno rozpoznatelné v televizi, filmech a tisku, což přispívalo ke zvyšování povědomí o značce Apple a prakticky zařadilo iMac do populární kultury. Po uvedení do prodeje byl iMac po několik měsíců nejprodávanějším počítačem v Japonsku a USA.
Společnost Apple prohlásila, že „i“ v názvu iMac značí internet. Uživatelé iMacu totiž museli provést pouze dva kroky při nastavení připojení k internetu. V reklamách upozorňovala firma Apple na jednoduchost a rychlost připojení v porovnání s počítači s operačním systémem Microsoft Windows. Společnost Apple nejprve použila předponu „i“ také u dalších svých výrobků, např. iPod, iBook, iLife (iPhoto, iMovie, iDVD, iTunes, iWeb) a iSync. Předpona se ujala a dnes ji používají mnohé další firmy při pojmenovávání svých výrobků. Stejně tak průhledné plasty krytu iMacu inspirovaly jejich použití na mnoha výrobcích spotřební elektroniky.

### USB
Před uvedením iMacu měly osobní počítače s Windows USB i mnoho dalších typu rozhraní (sériové, paralelní, PS/2, SCSI, atd.), takže výrobci příslušenství nebyli motivováni k použití USB. Po uvedení iMacu prudce stouplo množství periférií připojitelných k PC prostřednictvím USB; tyto nové výrobky měly často také výhodu, že byly použitelné s PC i Macem (samozřejmě, s různými ovladači). Velké množství periférií bylo vyráběno z průsvitného plastu a tento trend pokračuje dodnes.

## iMac G3

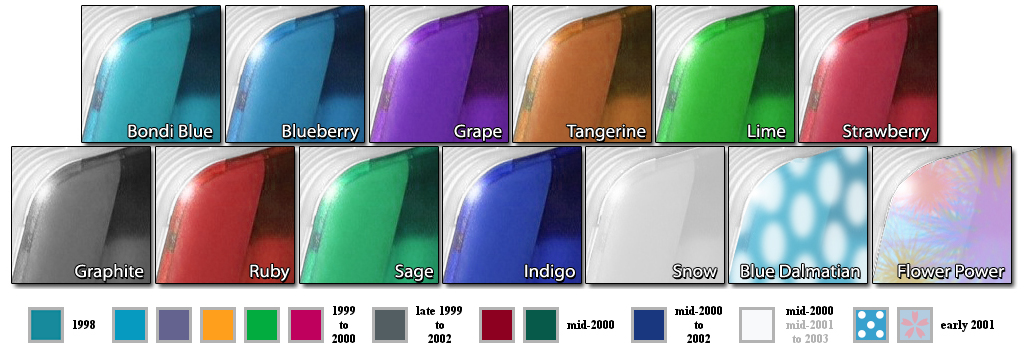
Třináct „chutí“ počítače iMac s procesorem G3

iMac byl po uvedení na trh v pravidelných intervalech aktualizován – postupně rostla rychlost procesoru, velikost videopaměti a kapacita pevného disku, Apple také nahradila původní modrou barvu „Bondi“ jinými barvami, nazvanými podle ovoce. Postupně následovaly barvy jako grafitová, rubínová, smaragdová, atd. (viz obrázek). Po technické stránce, druhá generace iMaců už obsahovala optickou mechaniku s interním podavačem médií, Firewire, možnost využití bezdrátových sítí a chlubila se tichým chodem. bez použití ventilátorů. Apple prodávalo tyto modely do roku 2003, zejména zákazníkům, kteří preferovali používání operačního systému Mac OS 9.
Podpora pro USB, FireWire, modem, ethernet a bezdrátové sítě se stala standardem všech Macintoshů. Především vysokorychlostní rozhraní FireWire opravovalo nepřítomnost rychlých portů předchozích modelů.

### iMac G4, G5 a eMac

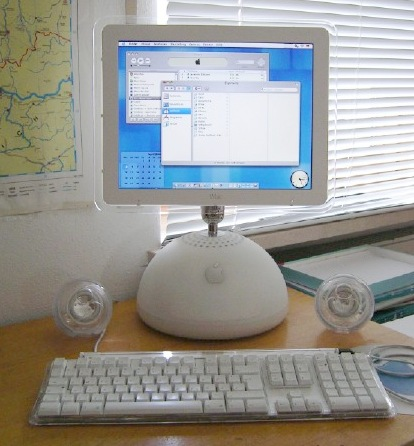
iMac G4, první iMac s plochým monitorem

Do roku 2002 už bylo jasné, že CRT monitory jsou morálně zastaralé – zejména iMac s G3 a 15 palcovým monitorem nutně potřeboval aktualizaci. V lednu 2002 proto společnost Apple přišla s novým iMacem s úplně novým designem a procesorem G4. iMac G4 měl plochý 15 palcový LCD monitor připevněný na kovové tyčce, která byla připevněna v základně ve tvaru polokoule, ve které se ukrýval veškerý hardware i mechanika. Model připomínal stolní lampu a pod přezdívkou „lampička“ se i zapsal do historie.
Od roku 2003 byl iMac G4 dostupný i se 17 a 20 palcovými širokoúhlými LCD, každopádně Apple však nedokázalo navázat na nízkou cenu původních G3 iMaců, zejména kvůli tehdejším vysokým cenám LCD.
iMac G3 s CRT byl zastaralý, ale na druhé straně Apple potřebovalo levný počítač pro vzdělávací instituce, v dubnu 2002 byl tedy na trh uveden eMac – počítač velmi podobný iMacu G3, s procesorem G4 a 17 palcovým CRT monitorem. Tento (samozřejmě aktualizovaný) model se prodával do roku 2006. A i když byl původně určen pouze pro školství, byl o něj zájem i širokou veřejností, a tak ho Apple začal prodávat i běžným uživatelům.

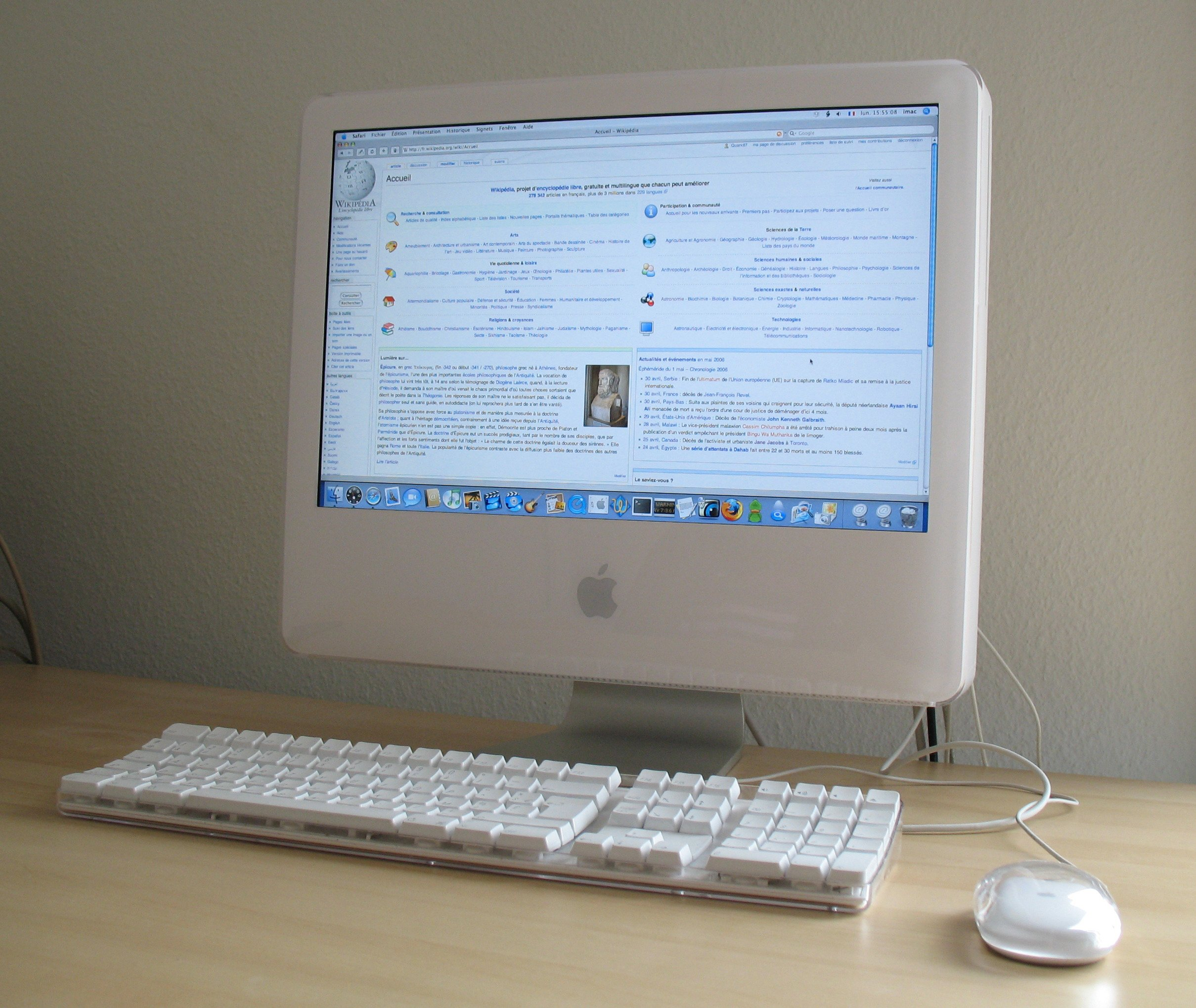
iMac G5 s 20palcovým displejem

V srpnu 2004 byl design iMacu opět výrazně změněn. Celý počítač byl zapouzdřen s LCD monitorem a měl hloubku pouhých 6 centimetrů. I přes to, že obsahoval nový procesor G5, který je energeticky velmi náročný, se Apple podařilo nehlučně vyřešit rozvod tepla. Tento model byl ještě jednou aktualizován koncem roku 2005. Nejnovější model má vestavěnou webkameru iSight, software FrontRow na prohlížení multimediálního obsahu a dálkový ovladač. Oproti původním iMacům je ale vybaven procesorem Intel Core 2 Duo.

### iMac Core Duo a Core 2 Duo
V lednu 2006 byl představen a následně uveden na trh iMac s procesorem Intel Core Duo. Byl prakticky identický s poslední verzí iMaca G5 (opět se 17 a 20 palcovými monitory), podle tvrzení Apple byl až dvakrát rychlejší, než model s G5. 5. července 2006 ukončilo Apple prodej eMaců a uvedlo na trh levnější verzi iMac s procesorem Intel Core Duo určený výhradně pro školství.
V listopadu 2006 Apple opět změnilo svou nabídku a všechny dosavadní modely nahradilo novými s výkonnějším procesorem Intel Core 2 Duo (Merom). V nabídce přibyl i největší iMac s 24 palcovým monitorem s rozlišením Full HD 1920×1200 bodů.

## iMac Aluminium
V roce 2007 na trh byla uvedena šestá generace iMac s názvem Aluminium, která se vybavila tělem ze skla a hliníku. Tato modelová řada iMac je nabízena ve variantě s 20” a 24“ LCD displejem a procesorem Intel Core 2 Duo. Kromě toho počítače byly dodávány s vícetlačítkovou myší Mighty Mouse a novou hliníkovou ultratenkou dratovou klávesnicí Apple Keyboard, založenou na designu polarizační klávesnice MacBooku. Nová klávesnice s nízkoprofilovými klávesy obsahuje dva porty USB 2.0. Tělo iMac obsahuje 3x USB 2.0, 1x FireWire 400, 1x FireWire 800, 1x Mini-DVI.

### iMac 7.1 (Al)
Tři konfigurace počítačů a jedna Extreme verze byly představeny v srpnu roku 2007. Počítače jsou vybaveny procesorem Intel Core 2 Duo „Merom“ s frekvencí 2.0 až 2.4 GHz (Intel Core 2 Extreme „Merom XE“ 2.8 GHz pro verzi Extreme), kapacitou HDD (SATA 3 Gb/s) 250/320 GB (500 GB HDD pro verzi Extreme), velikosti RAM (DDR2 SDRAM 667 MHz) 1 GB (2 GB RAM pro verzi Extreme) s možností rozšíření na 4 GB. Nejlevnější verze je obsazena grafickou kartou ATI Radeon 2400XT 128 MB GDDR3, dvě ostatní verze spolu s Extreme obsahují ATI Radeon 2600 PRO 256 MB GDDR3. Přednastaveným operačním systémem je Mac OS X 10.4 Tiger s možností obnovení až na 10.6 Snow Leopard. Pro obnovení na verze Mac OS 10.7 Lion – 10.11 El Capitan je nutné minimálně 2 GB RAM.

### iMac 8.1
V dubnu 2008 Apple představila čtyři nové konfigurace generace Aluminium. V porovnání s řadou 7.1 nové počítače obsahují procesor Intel Core Duo 2 “Penryn” s frekvencí 2.4 až 3.06 GHz, RAM pamět‘ DDR2 SDRAM 800 MHz a operační system Mac OS X 10.5 Leopard.

### iMac 9.1
Poslední řadou šesté generace Apple iMac Aluminium jsou modely 9.1, které byly představeny v březnu 2009. Čtyři konfigurace počítačů se vybavily grafickými kartami Nvidia GeForce 9400M/GT 120/GT 130, RAM pamětí DDR3 SDRAM 1066 MHz s velikostí 2/4 GB a možností rozšíření na 8 GB, HDD velikostí 320/640 GB/ 1 TB. Port FireWire 400 byl vyměněn za další port USB 2.0, Mini-DVI byl vyměněn za Mini DisplayPort.
Počítače generace Aluminium byly vyráběny do srpna roku 2011.

## iMac 2010

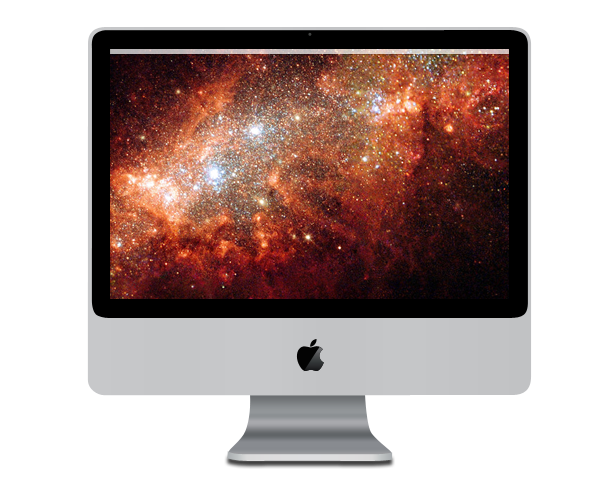

Počítač iMac 2010 je dodáván s myší Magic Mouse, klávesnicí Wireless keyboard a kamerou iSight. Obsahuje operační systém Mac OS X Snow Leopard, procesor 3,06 GHz Intel Core 2 Duo, grafickou kartu ATI Radeon HD 4670 s 256 MB RAM a štěrbinovou optickou mechaniku. Úhlopříčka displeje je 21,5" nebo 27".

## iMac 2012 (slim unibody)
iMac 2012 byl představen v říjnu 2012, je opět nabízen ve 21,5" a 27" variantě. Používá procesory Intel Core i5 a i7 a je osazen grafickými kartami Nvidia GeForce a používá operační systém OS X Mountain Lion 10.9